# Kendall Baisden
Kendall Baisden (ur. 5 marca 1995 w Ann Arbor) – amerykańska lekkoatletka specjalizująca się w biegach sprinterskich.
Córka Anthony'ego i Tiny. Oprócz ojczystego języka angielskiego posługuje się także hiszpańskim.
Podczas mistrzostw świata juniorów młodszych w 2011 roku zajęła szóstą lokatę w biegu na 400 metrów i wraz z koleżankami sięgnęła po srebrny medal w sztafecie szwedzkiej. W 2012 zdobyła złoto mistrzostw świata juniorów w sztafecie 4 × 400 metrów. Dwukrotna złota medalistka juniorskich mistrzostw świata w Eugene (2014). W 2015 została złotą medalistką igrzysk panamerykańskich w biegu na 400 metrów z czasem 51,27 s i w sztafecie 4 × 400 metrów z czasem 3:25,68 s. Medalistka juniorskich mistrzostw kraju. Stawała na podium mistrzostw NCAA.

## Osiągnięcia
| Rok  | Impreza                               | Miejsce         | Konkurencja             | Pozycja    | Wynik   |
| ---- | ------------------------------------- | --------------- | ----------------------- | ---------- | ------- |
| 2011 | Mistrzostwa świata juniorów młodszych | Lille Metropole | bieg na 400 m           | 6. miejsce | 53,01   |
| 2011 | Mistrzostwa świata juniorów młodszych | Lille Metropole | sztafeta szwedzka       | 2. miejsce | 2:03,92 |
| 2012 | Mistrzostwa świata juniorów           | Barcelona       | sztafeta 4 × 400 m      | 1. miejsce | 3:30,01 |
| 2013 | Mistrzostwa panamerykańskie juniorów  | Medellín        | bieg na 400 m           | 2. miejsce | 52,59   |
| 2013 | Mistrzostwa panamerykańskie juniorów  | Medellín        | sztafeta 4 × 400 m      | 1. miejsce | 3:36,48 |
| 2014 | Mistrzostwa świata juniorów           | Eugene          | bieg na 400 metrów      | 1. miejsce | 51,85   |
| 2014 | Mistrzostwa świata juniorów           | Eugene          | sztafeta 4 × 400 metrów | 1. miejsce | 3:30,42 |
| 2015 | Igrzyska panamerykańskie              | Toronto         | bieg na 400 metrów      | 1. miejsce | 51,27   |
| 2015 | Igrzyska panamerykańskie              | Toronto         | sztafeta 4 × 400 metrów | 1. miejsce | 3:25,68 |

## Rekordy życiowe
- bieg na 400 metrów (stadion) – 50,46 (18 maja 2014, Lubbock)
- bieg na 400 metrów (hala) – 52,01 (15 marca 2014, Albuquerque) / 51,81OT (24 stycznia 2015, Lexington)